# Девдариани, Владимир Гуласпович
Владимир Гуласпович Девдариани (1899 год, Шорапанский уезд, Кутаисская губерния, Российская империя — дата смерти неизвестна, Орджоникидзевский район, Грузинская ССР) — звеньевой колхоза «Имеди» Орджоникидзевского района, Грузинская ССР. Герой Социалистического Труда (1949).

## Биография
Родился в 1899 году в крестьянской семье в одном из сельских населённых пунктов Шорапанского уезда (сегодня — Харагаульский муниципалитет). С раннего возраста трудился в личном сельском хозяйстве. Во время коллективизации вступил в колхоз «Имеди» Орджоникидзевского района, председателем которого был Варлам Самсонович Квирикашвили. В послевоенное время был назначен звеньевым виноградарей.
В 1948 году звено под руководством Владимира Девдариани собрало в среднем с каждого гектара по 88,6 центнеров винограда шампанских вин на участке площадью 3 гектара. Указом Президиума Верховного Совета СССР от 9 августа 1949 года удостоен звания Героя Социалистического Труда за «получение высоких урожаев винограда в 1948 году» с вручением ордена Ленина и золотой медали «Серп и Молот» (№ 4573).
Этим же Указом званием Героя Социалистического Труда был также награждён труженик колхоза имени «Имеди» Пётр Арчилович Кикалашвили.
Проживал в Орджоникидзевском районе (сегодня — Харагаульский муниципалитет). Дата смерти не установлена.